# 葫蘆星雲
葫蘆星雲，也稱為腐蛋星雲或採用技術性的名字OH 231.84 +4.22，是一顆位置在船尾座，長約1.4光年的原行星雲（PNN），與地球的距離大約在5,000光年。

## 性質
來自NASA的哈伯太空望遠鏡的詳細影像，因氣體劇烈碰撞產生的超音波，使得這顆垂死的恆星看起來像新生的明星一樣。 
因為它包含相對來說是大量的硫，因此有時被稱為腐蛋星雲。星雲高密度的部分是由中心恆星噴出的物質構成的，並向反方向加速。這些物質在影像中呈現黃色，被加速至每小時150萬公里（每小時百萬英哩）。恆星原本的質量現在多半都在這些雙極氣體的結構中。
一個由美國和西班牙天文學家組成的小組，使用NASA的哈伯太空望遠鏡研究顯示藍色的氣體，是如何撞入周圍的物質中。他們認為這種交互作用主宰了形成行星狀星雲的過程，由於這些氣體的高速度，激震波的前緣和周圍的氣體碰撞並加熱這些氣體。雖然電腦的計算已經預測這種激震波經過一段時間後就會存在和構成，先前的觀測都不能證實這樣的理論。
新的哈伯影像使用只能通過電離氫和氮原子光線的濾鏡。天文學家可以區別被狂暴的氣體加熱的最溫暖的氣體部分，和發現它們構成複雜的雙氣泡形狀。在圖片中明亮的黃橙色顯示來自恆星的高密度、高速度的氣流，像專業的駕駛以超音速從相反的方向穿越氣泡的媒介體。中心的恆星本身則隱藏在濃厚的塵埃帶的中心。
現在所觀察到的氣流似乎都起源於800年前的一次突然加速。天文學家認為在1,000年後，葫蘆星雲將會發展成一個完整的行星狀星雲，如同從蝶蛹中破繭而出的蝴蝶一樣。

## 瑣事
- 在最後一戰的系列電玩遊戲中，國家級的戰略巡洋艦類似葫蘆星雲的形狀。

## 註解
1. ^ 半徑 = 距離&時間; sin(角直徑 / 2) = 5 kly * sin(1′ / 2) = 0.7 ly
2. ^ 9.47 視星等 - 5 * (log10(1,500 秒差距的距離) - 1) = -1.4 絕對星等

1. 1 2 3 4 5  (SIMBAD 2007)
2. ↑  (Kastner et al. 1998)

## 外部連結
- PIA04228：Rotten Egg Nebula （页面存档备份，存于），NASA的行星圖集
- The Rotten Egg Planetary Nebula （页面存档备份，存于），每日一天文圖：1999年11月1日
- The Making of the Rotten Egg Nebula （页面存档备份，存于），每日一天文圖：2001年9月3日